# Manuel Pérez Candelario
Pour les articles homonymes, voir Manuel Pérez (homonymie) et Perez.
Manuel Pérez Candelario est un joueur d'échecs espagnol né le 25 mai 1983 à Badajoz.
En juillet 2018, il est le cinquième joueur espagnol avec un classement Elo de 2 611 points.

## Biographie et carrière
Grand maître international depuis 2011, il a représenté l'Espagne lors de deux olympiades : l'Olympiade d'échecs de 2004 et l'Olympiade d'échecs de 2012. Lors du championnat d'Europe d'échecs des nations de 2005, il remporta la médaille de bronze individuelle pour le troisième meilleur résultat au quatrième échiquier. En 2007, il remporta la coupe d'Europe des clubs d'échecs en 2007 avec le club Linex Magic de Merida.